# Кюрдамир (авиабаза)
Кюрдамир (азерб. Kürdəmir) — военная авиабаза военно-воздушных сил Азербайджана.

## История
Военная авиабаза расположена в Кюрдамирском районе Азербайджана. На авиабазе базируются Су-25, учебно-тренировочные самолёты и другая техника.
В августе 1941 года на аэродроме была сформирована 134-я бомбардировочная авиационная дивизия на базе 12-го дальнебомбардировочного авиационного полка.
В период с сентября 1941 года по март 1942 года на аэродроме располагался 25-й запасной истребительный авиационный полк, занимавшийся обучением, переподготовкой и переучиванием лётного состава строевых частей ВВС РККА в период боевых действий во время Великой Отечественной войны, осуществляя подготовку маршевых полков и отдельных экипажей на самолетах ЛаГГ-3 и на самолётах-истребителях английского и американского производства.
Ранее, в период с 28 ноября 1945 года по 22 ноября 1969 года, на аэродроме базировался 761-й Полоцкий орденов Суворова и Кутузова истребительный авиационный полк ПВО из состава 259-й Городокской ордена Ленина Краснознамённой ордена Суворова II степени истребительной авиационной дивизии ПВО на самолётах МиГ-17.
На аэродроме также с 1953 года базировался 976-й Инстербургский бомбардировочный авиационный полк на самолетах Су-24 и Су-17 из состава 36-й бомбардировочной авиационной дивизии.